# 985
Cette page concerne l'année 985  du calendrier julien. Pour l'année 985 av. J.-C., voir 985 av. J.-C. Pour le nombre 985, voir 985 (nombre).
L'année 985 est une année commune qui commence un jeudi.

## Événements

### Asie
- Début du règne de Rajaraja, roi Chola de Tanjore en Inde du Sud (fin en 1014)[1].
- Les Ismaéliens, maîtres de Multân depuis 977, prennent la totalité du Sind aux Hibbârîdes. Ils forment un État indépendant dont les souverains font allégeance au calife fatimide du Caire[2].
- Fondée par Saldjük, la dynastie turque seldjoukide, issue de la famille d’Oghuz (tribu Kinik), venant de Djand sur le Syr-Daria[3], s’installe en Transoxiane dans la région de Boukhara[4]. Les Seldjoukides deviennent mercenaires au service des Samanides. Saldjük se met avec ses fils au service des Karakhanides de Boukhara. Le prénom des fils de Saldjük, Mikaël et Israël (turquisé en Arslan), laisse supposer que la famille est d’origine chrétienne ou juive.

### Europe
- 1er février : le roi de Francie occidentale Lothaire se rend à Brisach, sur le Rhin, pour une entrevue avec Henri le Querelleur qui n'a pas lieu. À son retour, après avoir forcé les défilés des Vosges, il s'empare de Verdun avec les comtes Eudes et Herbert ; les princes Lorrains réagissent et reprennent la ville par surprise[5]

- Fin mars : Lothaire envahit à nouveau la Lorraine. Il reprend Verdun dont il fait prisonnier le comte Godefroid, son fils Frédéric, Sigefroid de Luxembourg et le duc Thierry de Haute-Lorraine[5]. Il inquiète l’archevêque de Reims Adalbéron et le maître de l’école de Reims, Gerbert d'Aurillac (futur Sylvestre II), partisans d’Otton[6].

- 5 mai - 23 juillet: les armées des Omeyyades de Cordoue sous la conduite d'al-Mansur avancent victorieusement jusqu'à Barcelone[7].
- 11 mai : Lothaire convoque une assemblée à Compiègne ; l’archevêque Adalbéron de Reims, est inculpé de haute trahison. Il se justifie d'avoir favorisé l'accession de son neveu Adalbéron sur le siège de Verdun. L'assemblée se dissipe à la nouvelle de l’approche de l'armée du duc des Francs Hugues Capet[5].

- 18 juin : Hugues Capet se réconcilie avec le roi Lothaire et la reine Emma d'Italie après que le roi a fait libérer les princes lorrains, à l'exception de Godefroid qui refuse de restituer le Hainaut à Régnier IV de Mons et de céder Verdun[5].
- 20 juin - 2 juillet : assemblée de Francfort. Paix définitive jurée entre Henri le Querelleur et Theophano, mère d’Otton III[8]. Henri gouverne de nouveau le duché de Bavière.

- 6 juillet : sac de Barcelone par al-Mansur[9]. La ville est détruite, ses habitants sont faits prisonniers[10]. Les Juifs de la ville sont massacrés ou dispersés[11]. Le comte Borrell II fait appel au roi de Francie occidentale Lothaire qui n'intervient pas[12].
- 20 juillet : l'antipape Boniface VII est tué lors d'une émeute[13].

- Juillet : conférence des Dames réunie à Metz sans doute à l'initiative de Béatrice de France[14].

- Août : début du pontificat de Jean XV[15], élu probablement avec l'appui du consul Crescentius le Jeune, qui domine Rome[16] (fin en 996).

- 25 novembre[17] : première mention du nom de Montpellier. Le comte Bernard de Melgueil (Mauguio) octroie au chevalier Guilhelm un territoire traversé par la voie Domitienne, qui apparait comme un véritable bourg fortifié en 1091[18]. Cet acte est considéré comme celui de la fondation de la seigneurie et de la ville de Montpellier.

- La colonisation du Groenland débute sous la conduite d'Érik le Rouge[19].
- Empire byzantin : Déposition du parakoimomène Basile Lécapène. Début du règne personnel de Basile II le Bulgaroctone (v. 958-1025), empereur byzantin, seul (fin en 1025). Son frère Constantin VIII Porphyrogénète (v. 960-1028) lui laisse tous les pouvoirs[20].
- Géza de Hongrie accepte de se convertir au catholicisme romain ainsi que son fils Vajk, qui prend le nom d’Étienne (Istvan) à l’âge de dix ans[21].
- Expédition russe contre les Bulgares de la Volga. Signature d’un traité d’amitié et de commerce. Les Russes bénéficient des échanges entre les Bulgares et les Arabes[22].